# Chorey-les-Beaune
Chorey-les-Beaune é uma comuna francesa na região administrativa da Borgonha-Franco-Condado, no departamento de Côte-d'Or. Estende-se por uma área de 5,58 km². Em 2010 a comuna tinha 650 habitantes (densidade: 116,5 hab./km²).